# Joseph Uphues

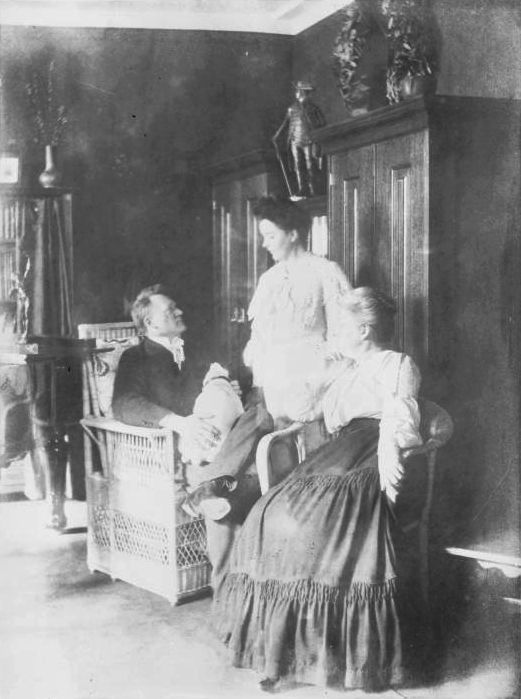
Joseph Uphues.

Joseph (eller Josef) Johann Ludwig Uphues, född den 23 maj 1850 i Sassenberg i Westfalen, död den 2 januari 1911 i Berlin, var en tysk skulptör.
Uphues, som studerade vid konstakademien i Berlin och för Reinhold Begas, utförde en bågskytt (museet i Melbourne), Schillermonumentet i Wiesbaden (1901), flera statyer i Siegesallee och Moltkemonumentet på Königsplatz i Berlin (avtäckt 1905). 